# عوانس سيتي (مسلسل)
عوانس سيتي مسلسل عرض في رمضان 2009 على شاشة إم بي سي يناقش بطريقة كوميدية مواضيع اجتماعية خفيفة ويتحدث المسلسل عن فخرية ونشمية العانستين وصراعهما مع والدهما البخيل الذي يرفض تزويجهما رغبة في الاستفادة من مرتابتهما. المسلسل من تأليف ضيف الله زيد وإخراج سالم الكردي.

## الأبطال
- عبد الله عسيري
- فخرية خميس
- سعاد علي
- عبد العزيز الشمري
- بثينة الرئيسي
- خطر
- محمد المنصور
- بدر المطرفي